# محمود أبو العيون (شيخ أزهري)
الشيخ محمود أبو العيون من كبار علماء الجامع الأزهر ومصلحيه في القرن العشرين، ولد بنزلة أبو العيون بجوار دشلوط، وهي إحدى قرى مركز ديروط أسيوط، اشتهر بالعفة والنزاهة وطيب القلب وحلاوة اللسان في بطولة ورجولة، كان من أدباء الحركة الوطنية وكتابها أثناء ثورة 1919م؛ منح شهادة العالمية سنة (1326هـ= 1908م)، وعُيِّن مدرِّسًا ثم مفتِّشًا، ثم شيخًا لمعهد أسيوط، فمعهد الزقازيق، فمعهد الإسكندرية، ثم سكرتيرًا عامًّا للأزهر والمعاهد الدينيَّة الإسلاميَّة إلى أن تُوفِّي إثر حادثٍ أليمٍ في (1371 هـ / 1951م).

## مولده
الشيخ محمود أبو العيون من مواليد «نزلة أبو العيون» التابعة لدشلوط إحدى قرى مركز ديروط بمحافظة أسيوط في 1330 هـ / 1882م. نشأ في أسرةٍ كريمةٍ شريفة الأصل يعود أصلها إلى الأشراف الحسنيِّين بلاد المغرب، عُرِفَت بالورع والتقوى والعلم، حفظ القرآن الكريم، ثم التحق بالأزهر.

## علمه
كان الشيخ محمود أبو العيون نجمًا ساطعًا في الحياة العلمية والدينية والاجتماعية والصحفية والفنية خلال النصف الأول من القرن العشرين؛ التحق بالأزهر فور إتمامه حفظ القرآن الكريم، فتلقى العلم عن يد شيوخه الكبار، وبات من بين طلابه النجباء، نال العالمية عام (1326ه= 1908م)، فعين بالمدارس الابتدائية والمدارس الحرة وكان حريصًا على غرس القيم الوطنية في نفوس تلاميذه فألف إبان تلك الفترة كتابه «تاريخ العرب والإسلام» الذي ظل يدرس بالأزهر طوال حياته، ثم اختير للتدريس بالجامع الأزهر (1327هـ= 1909م).
أثرى الحياة الثقافية بمصر بعدد من الكتب القيمة في تاريخ مصر والإسلام، دُرست في الأزهر، وله -أيضًا- مؤلَّفات ومقالات نشرت في مجلتي الأزهر والهلال وغيرهما، كان يهدف من خلالها الإصلاح الاجتماعي ومحاربة البغاء أهمها: كتابه «مذابح الأعراض». كان في الأصل عالمـًا جليلًا ومفكِّرًا كبيرًا، وله العديد من الكتب، أهمها كتابه عن تاريخ الأزهر وأعلام شيوخه، وما طرأ على مناهج التعليم فيه حتي تاريخ صدور الكتاب سنة 1949م. حيث لا يؤمن بالتفكير النظري؛ فكان يفكر وهو يعمل، ويعمل وهو يفكر، ومن آرائه الدائمة المتكرِّرة التي كان يُردِّدها ضرورة أن تكون ملابس المرأة لائقةً ومحترمةً وبعيدةً عن الابتذال والإثارة.
هذا الرجل العظيم الذي اتَّفق معه البعض واختلف معه آخرون، وأحبَّه الجميع، لم ينل منَّا إلا إطلاق اسمه على أحد الشوارع، وأظنُّ أنه يستحق منَّا أكثر من ذلك بكثير.
تولى وظائف عديدة منها:
- مدرس بمدرسة ابتدائية (1326هـ= 1908م).
- مدرس بالجامع الأزهر (1327هـ= 1909م).
- مفتشًا بالأزهر (1344هـ= 1925م).
- شيخًا لمعهد أسيوط ثم لمعهد الزقازيق (1354هـ= 1935م).
- شيخًا لمعهد طنطا.
- شيخًا لمعهد الإسكندرية.
- سكرتيرًا عامًّا للأزهر في (20 ربيع الثاني 1365هـ= 24 مارس 1946م).

## مواقفه الوطنية
سعى محمود أبو العيون دائمًا إلى المشاركة بالرأي والعمل في كل القضايا الأساسية للمجتمع والشعب، فكان الناس ينتظرون آراءه؛ لعدم انعزاله عنهم. واعتبر أبو العيون من الرعيل الأول للمدافعين عن حرية واستقلال الوطن. كان الشيخ أبو العيون رجلا وطنيا، وقائدا من قادة الشباب في ثورة 1919م، وقد ناضل وقاد المظاهرات وخطب من فوق منبر الأزهر خطابات كانت هدي ونورا بين الوطنيين، وكانت نارا على الإنجليز والذين يساندونهم ويتعاونون معهم، ودفع الشيخ الثمن، فدخل سجون الإنجليز وسجل له تاريخ تلك الثورة مواقف وضعته في مقدمة الشرفاء الشجعان المستعدين للتضحية من قادة البلاد. لقد دخل الشيخ سجون الإنجليز أكثر من مرة مع العديد من الشخصيات الوطنية، ومنهم صديقه العزيز القمص سرجيوس، كما اعتقل على حدود رفح كغيره من قادة الثورة؛ نتيجةً لمواقفه المعادية للإنجليز.
كتب الشيخ بعض صفحات من مذكراته، وهي منشورةٌ في الصحف والمجلات المصرية ولم يتم جمعها -حسب علمنا- في كتابٍ حتي الآن، وكان الشيخ كلما خرج من السجن عاد إلى موقعه الوطني قائدًا للمظاهرات، وخطيبًا تروي كلماته من فوق منبر الأزهر. على أنَّ الشيخ أبا العيون كان على شبابه وفتوَّته وحماسه رجلًا حكيمًا يُراعي مصالح الناس، ومن ذلك ما يرويه عن بعض ما حدث خلال ثورة 1919م حيث يقول:" في ذلك الوقت قرَّر التجار إغلاق متاجرهم احتجاجًا على أعمال السلطة الإنجليزية، وظلَّت هذه المتاجر مغلقة حتي كسدت التجارة وتعطَّل العمل والعمَّال، وكادت تعم الفوضي بين الناس، فرأيت أنَّه ليس من المصلحة الوطنيَّة ولا من المصلحة العامَّة استمرار الحال على هذا المنوال فلجأتُ إلى حيلةٍ طريفة؛ إذ وقفت على منبر الأزهر وقلت: "أيها الناس، إنَّ الإضراب معناه التعبير عن الاستياء من حالةٍ قائمة، وقد عبَّرنا عن استيائنا بما فيه الكفاية، وقد فهم الإنجليز بوضوح ما قصدناه، ولذلك رأيت أن أُعلن من هذا المكان ضرورة فتح الاسواق والمتاجر غدًا، وليُعلم الحاضرُ منكم الغائبَ أنَّني أنا محمود أبو العيون قد أخذتُ عشرة آلاف جنيهٍ من التجَّار الوطنيِّين رِشْوَةً لكي نفتح المتاجر غدًا!، فصاحت الجماهير: نحن ننزِّهك عن الرِّشْوَة، ونُوَافق على فتح الأسواق غدًا، وتمَّ فتح الأسواق، فاطمأنَّ ضميري، وأنا أدعو الله أن يطمئنَّ ضميري تمامًا بعد أن ينسحب آخر بريطاني عن أرض الوطن العزيز".
بعد أن نالت مصر دستور 1923م اتجه الشيخ محمود أبو العيون إلى مجال الإصلاح الاجتماعي فحمل لواء معارك الإصلاح الاجتماعي في سبيل الفضيلة والكرامة؛ فجاهد 30 عامًا في محاربة البغاء في البلاد لدى الحكومات وعلى صفحات الجرائد؛ وكتابه «مذابح الأعراض» سجل ورمز جهاده في هذا الشأن. كما يحفظ للشيخ محمود أبو العيون اهتمامه بتطوير الأزهر والدعوة إلى إصلاحه منذ كان مدرسًا صغيرًا، وطوال حياته، كما يذكر له أيضًا اهتمامه بالتعليم الديني في مدارس المعارف وله في ذلك كتابات كثيرة.

## أهم إنجازاته
- شارك بدورٍ مهمٍّ في الدعوة إلى إصلاح الأزهر منذ كان طالبًا؛ حيث كان عضوًا في الجمعيَّات التي أسَّسها الطلاب للدعوة إلى إصلاح الأزهر، واستمرَّ في دعوته طوال حياته.
- شارك في الحركة الوطنيَّة ومقاومة المحتلِّ فكان من رموز ثورة 1919م، كما شارك في انتفاضة 1935م.
- كان له الدور البارز في استصدار قوانين منع البغاء.
- تتلمذ على يديه كثيرٌ من أعلام الأزهر وغيرهم.

## مؤلفاته
- تاريخ العرب.
- صفحة ذهبية في إلغاء البغاء.
- مذابح الأعراض.
- موجز تاريخ مصر والإسلام.
- الجامع الأزهر.
- العيد الأكبر والحج.
- فلسطين في توديع الجيش.
- دم الإنجليز.
- إنهم رجال الدين.
- الاشتراكية في الإسلام.

## تكريمه
- أُطْلِقَ اسمه على أحد شوارع مدينة نصر بالقاهرة.
- حقَّق الشيخ محمود أبو العيون مكانةً عاليةً شَهِدَ بها المسلمون في جميع أنحاء العالم حتى أنَّنا نرى في أعداد مجلة الأزهر أنَّ كثيرًا من المسلمين يُرسلون طالبين الفتوى في بعض الأمور ويشترطون أن يكون الشيخ محمود أبو العيون هو المفتي.

## المصدر
- موقع ذاكرة الأزهر.